# Giuggianello
Giuggianello é uma comuna italiana da região da Puglia, província de Lecce, com cerca de 1.284 habitantes. Estende-se por uma área de 10 km², tendo uma densidade populacional de 128 hab/km². Faz fronteira com Giurdignano, Minervino di Lecce, Muro Leccese, Palmariggi, Poggiardo, Sanarica.

## Demografia
| Variação demográfica do município entre 1861 e 2011                               |
|                                                                                   |
| Fonte: Istituto Nazionale di Statistica (ISTAT) - Elaboração gráfica da Wikipedia |